# غضروف‌پوش
غضروف‌پوش (انگلیسی: Perichondrium) پوشش بسیار ظریفی است که رگ خونی دارد و پیرامون سطح غضروف را می‌پوشاند. به آن، غشای غضروفُ پری‌کندریوم، پریکندر و پیراغضروف هم گفته‌اند.
غضروف‌پوش لایه‌ای از بافت همبند نامنظم متراکم است که برای رشد و نگهداری غضروف ضروری است. غضروف‌پوش غنی از رشته‌های کلاژن نوع I و حاوی فیبروبلاست‌های بسیاری است. گرچه یاخته‌های لایه داخلی غضروف‌پوش شبیه فیبروبلاست هستند، ولی کندروبلاست بوده و به راحتی به کندروسیت (غضروف‌یاخته) تمایز می‌یابند. غضروف‌پوش دو لایه جداگانه دارد: یک لایه رشته‌ای بیرونی و یک لایه غضروف‌زای (کندروژنیک) درونی.
تمام غضروف‌های شیشه‌ای (هیالن) به‌جز در مفاصل، با غضروف‌پوش پوشیده شده‌اند.